# 史密斯菲爾德鎮區 (北卡羅萊納州約翰斯頓縣)
史密斯菲爾德鎮區（英語：Smithfield Township）是位於美國北卡羅萊納州約翰斯頓縣的一個鎮區。

## 地方資料
史密斯菲爾德鎮區的面積為170.42平方千米，皆為陸地。根據2020年美國人口普查的數據，當地共有人口20042人，而人口密度為每平方千米117.6人。